# Вазотомия (оториноларингология)
Вазотомия (подслизистая вазотомия) — хирургическая операция, приносящая стойкий положительный эффект в борьбе с проявлениями вазомоторного ринита.
При вазотомии проводят рассечение сосудистых соединений между слизистой оболочкой и надкостницей носовых раковин. Это приводит к сокращению слизистой, купированию отечности мягких тканей, уменьшению носовых раковин и позволяет полностью восстановить физиологически правильное носовое дыхание.
Операция выполняется в течение 5 минут под местным обезболиванием.
В клиниках для оперативного лечения вазомоторного ринита используют электрохирургические и радиохирургические технологии рассечения мягких тканей, которые обладают следующими преимуществами по сравнению с традиционными хирургическими методами:
- антисептические свойства;
- значительно меньшая травматизация тканей;
- коагуляция (прижиганием) края раны, что останавливает кровотечение.

Это ускоряет процесс заживления и сокращает послеоперационный период.